# 러시아 해방군
러시아 해방군(러시아어: Русская освободительная армия, 독일어: Russische Befreiungsarmee)은 제2차 세계 대전 중 독일 국방군 소속으로 나치 독일 측에서 싸운 러시아인 의용군단이다. 지휘관의 이름을 따라 블라소프군이라고도 한다.
동부 전선에서 포로로 잡힌 소련군 장교 안드레이 블라소프를 지휘관으로 하여 1944년 성립하였다. 구성원은 대부분 소련군 전 포로로 이루어졌으나 러시아 내전 때 망명한 백군(백계 러시아인)들도 다수 포함되었다. 1944년 11월에는 임시정부 성격의 러시아 인민 해방 위원회(KONR) 산하로 편성되었으며, 1945년 1월에는 독일군과 독립된 부대로 선언되었다. 1945년 5월, 상당수의 구성원이 전향하여 나치에 저항하는 프라하 봉기에 참여했다.

## 같이 보기
- 안드레이 블라소프
- 카민스키 여단